# Brent Lakatos
Brent Lakatos, né le 1er juin 1980 à Montréal, est un athlète paralympique canadien dans la discipline du para-athlétisme. Il compte six participations et treize médailles aux Jeux paralympiques d'été.

## Carrière

### Jeux paralympiques
Brent Lakatos a participé à six éditions des Jeux paralympiques d'été : Athènes en 2004, Pékin en 2008, Londres en 2012, Rio en 2016, Tokyo en 2020 et Paris en 2024.
En 2020, il remporte quatre médailles d'argent au 100m T53, 400m T53, 800m T53 et 5000m T54.
En 2024, il décroche la médaille d'argent au 400 m T53 grâce à un chrono de 47 s 24. Ainsi que la médaille d’or au 800m T53 avec un chrono de 1 min 37s 32.

## Résultats
| Épreuve       | Classe | Édition                      | Édition       | Édition                      | Édition              | Édition              | Édition           |
| Épreuve       | Classe | Athènes 2004                 | Pékin 2008    | Londres 2012                 | Rio 2016             | Tokyo 2020           | Paris 2024        |
| 100m          | T53    | x                            | 6e 15 s 21    | 5e 15 s 31                   | Or 14 s 44           | Argent 14 s 55       | x                 |
| 100m          | T54    | 7e - 1re ronde 15 s 33       | x             | x                            | x                    | x                    | x                 |
| 200m          | T53    | x                            | 5e 27 s 44    | Argent 25 s 85               | x                    | x                    | x                 |
| 200m          | T54    | 7e - 1re ronde 27 s 76       | x             | x                            | x                    | x                    | x                 |
| 400m          | T53    | x                            | 5e 50 s 40    | Argent 50 s 17               | Argent 48 s 53       | Argent 46 s 75       | Argent 47 s 24    |
| 400m          | T54    | x                            | x             | x                            | x                    | x                    | x                 |
| 800m          | T53    | x                            | x             | Argent 1 min 41 s 24         | Bronze 1 min 41 s 09 | Argent 1 min 36 s 32 | Or 1 min 37s 3    |
| 800m          | T54    | x                            | x             | x                            | x                    | x                    | x                 |
| Relais 4X100m | T53/54 | 4e 54 s 10                   | DNS 1re ronde | x                            | x                    | x                    | x                 |
| Relais 4X400m |        | 3e - 1re ronde 3 min 23 s 87 | x             | 2e - 1re ronde 3 min 17 s 50 | Bronze 3 min 08 s 00 | x                    | x                 |
| 5000 m        | T54    | x                            | x             | x                            | x                    | Or 10 min 30 s 19    | 5e 10 min 56 s 73 |

À noter : D'abord classifié comme un athlète T54, il se voit re-qualifier en T53 à ses seconds jeux à Pékin.